# Moraa Gitaa
Moraa Gitaa là tiểu thuyết gia người Kenya sinh ra ở Mombasa. Cô là tác giả của các quyển tiểu thuyết Hila Lưu trữ ngày 8 tháng 8 năm 2018 tại Wayback Machine và Shark Attack Lưu trữ ngày 8 tháng 8 năm 2018 tại Wayback Machine. Cô là một học viên Bảo vệ Xã hội và Hòa bình & Nghiên cứu Xung đột. Gitaa là một trong những người đoạt giải Kenya Chapter của Giải thưởng Burt 2014 cho Văn học châu Phi và được đề cử cho Giải thưởng Penguin 2010 cho Văn bản Châu Phi đồng thời đã giành giải nhất trong giải thưởng văn học dành cho người lớn của Hội đồng phát triển sách quốc gia Kenya (NBDCK) năm 2008 (Giải thưởng văn học trong tuần lễ quốc gia của Kenya.) Cô là thành viên của PEN International, Hiệp hội Nhà văn Thế giới.

## Sự nghiệp
Moraa Gitaa đã làm việc hơn 15 năm với các tổ chức khác nhau trong đó có Hội đồng Anh, Quỹ Aga Khan và Trung tâm PEN Kenya trong một loạt các sinh kế bền vững, Nghệ thuật thay đổi xã hội, Công bằng/Bảo vệ xã hội, Quản trị và Hòa bình & Xung đột 
Cuốn tiểu thuyết đầu tiên của Gitaa Crucible for Silver and Furnace for Gold, tập trung vào hai nhân vật: Lavina, một phụ nữ châu Phi sống với căn bệnh HIV và Giorgio, một người đàn ông Ý mà Lavina gặp trong kỳ nghỉ. Cuốn tiểu thuyết thứ hai của Gitaa là Shifting Sands. Tác phẩm gần đây của Gitaa là một tiểu thuyết giả tưởng tội phạm Hila, The Shark Attack! đã giành được giải thưởng YA Burt và cuốn sách thiếu nhi The Con Artiste.
 Crucible for Silver and Furnace for Gold  được các nhà đánh giá mô tả là đã đọc lại và viết lại các vấn đề giới tính trong các giai đoạn của HIV. Tác phẩm của cô Shifting Sands đã nhận được đánh giá tích cực từ Nairobi Star từ Khainga O 'Okwemba, người đã cho rằng: "Đây là một nhà văn với sự kiên nhẫn, kiên trì và kỷ luật cần thiết để tạo ra các nhân vật sống động. Dưới đây là một nhà văn Kenya đương đại có khả năng gây ấn tượng và chọc tức người đọc bằng một câu chuyện được viết khéo léo và hấp dẫn.... Shifting Sands là tác phẩm phải đọc cho các sinh viên văn học." Những câu chuyện của Gitaa tập trung vào những thành viên dễ bị tổn thương và thường bị thiệt thòi trong xã hội châu Phi đương đại, chẳng hạn như những người mắc bệnh HIV.
Truyện ngắn của Gitaa đã được xuất hiện trong nhiều tuyển tập bao gồm Transition Magazine, Pen OutWrite, Hekaya Initiative, Author-Me Author Africa Anthology (2011), Author-Me Author Africa Anthology (2008) và G21 The World's Magazine – Africa Fresh! New Voices from the First Continent (2007).
Cô đã xuất bản một số truyện ngắn bao gồm "Searching Me", "Katsanga Kenye", "The Devil is in the Detail", "To Serenity via Perdition", "Diplomatic Impunity", "Obscure Oddities", "From Shifting Sands to Deeper Dimensions". Cô vừa hoàn thành một vài cuốn sách thiếu nhi và hiện đang viết một cuốn hồi ký thời thơ ấu về những thách thức của chứng loạn trí/chứng khó đọc và trầm cảm.
Gitaa là đồng nghiệp của NYC, từ 28 tháng 2 đến 29 tháng 3 năm 2017.